# Mark Sandrich
Mark Sandrich, all'anagrafe Mark Rex Goldstein (New York, 26 ottobre 1900 – Los Angeles, 4 marzo 1945), è stato un regista, sceneggiatore e produttore cinematografico statunitense.

## Biografia
Presidente della Screen Directors Guild dal 1942 al 1944, morì il 4 marzo 1945 a soli 44 anni dopo essere stato colpito da un infarto mentre stava dirigendo il film Cieli azzurri. Sul set, venne sostituito dal regista Stuart Heisler.

## Filmografia parziale

### Regista
- Jerry the Giant (1926)
- Napoleon, Jr. (1926)
- Night Owls (1927)
- The Talk of Hollywood (1929)
- False Roomers (1931)
- La crociera delle ragazze (Melody Cruise) (1933)
- Labbra dipinte (Hips, Hips, Hooray!) (1934)
- Cockeyed Cavaliers (1934)
- Cerco il mio amore (The Gay Divorcee) (1934)
- Cappello a cilindro (Top Hat) (1935)
- Seguendo la flotta (Follow the Fleet) (1936)
- Una donna si ribella (A Woman Rebels) (1936)
- Voglio danzare con te (Shall We Dance) (1937)
- Girandola (Carefree) (1938)
- Man About Town (1939)
- Buck Benny Rides Again (1940)
- Love Thy Neighbor (1940)
- Skylark (1941)
- La taverna dell'allegria (Holiday Inn) (1942)
- Sorelle in armi (So Proudly We Hail!) (1943)
- I Love a Soldier (1944)
- Here Come the Waves (1944)
- Cieli azzurri (Blue Skies) - non accreditato in co-regia con Stuart Heisler (1946)

### Sceneggiatore
- The Talk of Hollywood, regia di Mark Sandrich (1929)